# 대니 하이너먼 수리물리학상
대니 하이너먼 수리물리학상(영어: Dannie Heineman Prize for Mathematical Physics)은 수리물리학에서 큰 공헌을 하는 학자들에게 매년 수여되는 상이다. 1959년부터 수여되고 있으며, 미국 물리학회 (American Physical Society) 및 미국 물리 연구원 (American Institute of Physics)에서 공동으로 주관한다. 상금은 미화 1만 달러 및 여행 경비이다.

## 수상자 목록
| 년도 | 수상자 이름                    |
| 1959 | 머리 겔만                      |
| 1960 | 오게 닐스 보어                 |
| 1961 | 마빈 레너드 골드버거           |
| 1962 | 레옹 판 호버                   |
| 1963 | 키스 브루크너                  |
| 1964 | 툴리오 레제                    |
| 1965 | 프리먼 다이슨                  |
| 1966 | 니콜라이 보골류보프            |
| 1967 | 잔 카를로 비크                 |
| 1968 | 세르조 푸비니                  |
| 1969 | 아서 와이트먼                  |
| 1970 | 난부 요이치로                  |
| 1971 | 로저 펜로즈                    |
| 1972 | 제임스 뵤르켄                  |
| 1973 | 케네스 G. 윌슨                 |
| 1974 | 수브라마니안 찬드라센카르      |
| 1975 | 류드비크 파데예프              |
| 1976 | 스티븐 호킹                    |
| 1977 | 스티븐 와인버그                |
| 1978 | 엘리엇 리브                    |
| 1979 | 헤라르뒤스 엇호프트            |
| 1980 | 아서 재피                      |
| 1980 | 제임스 글림                    |
| 1981 | 제프리 골드스톤                |
| 1982 | 존 클라이브 워드               |
| 1983 | 마틴 크러스컬                  |
| 1984 | 로버트 그리피스                |
| 1985 | 다비드 뤼엘                    |
| 1986 | 알렉산드르 마르코비치 폴랴코프 |
| 1987 | 로드니 백스터                  |
| 1988 | 브루노 추미노                  |
| 1988 | 율리우스 베스                  |
| 1989 | 존 스튜어트 벨                 |
| 1990 | 야코프 시나이                  |
| 1991 | 토머스 스펜서                  |
| 1991 | 위르크 프뢸리히                |
| 1992 | 스탠리 만델스탐                |
| 1993 | 마르틴 구츠빌러                |
| 1994 | 리처드 아노윗                  |
| 1994 | 스탠리 데저                    |
| 1994 | 찰스 미스너                    |
| 1995 | 로만 야츠키프                  |
| 1996 | 로이 J. 글라우버               |
| 1997 | 해리 레만                      |
| 1998 | 나탄 자이베르그                |
| 1998 | 에드워드 위튼                  |
| 1999 | 배리 맥코이                    |
| 1999 | 우다쥔                         |
| 1999 | 알렉산드르 자몰롯치코프        |
| 2000 | 시드니 콜먼                    |
| 2001 | 블라디미르 아르놀트            |
| 2002 | 마이클 그린                    |
| 2002 | 존 헨리 슈워츠                 |
| 2003 | 이본 쇼케브루아                |
| 2003 | 제임스 요크                    |
| 2004 | 가브르엘레 베네치아노          |
| 2005 | 조르조 파리시                  |
| 2006 | 세르지오 페라라                |
| 2006 | 다니엘 프리드먼                |
| 2006 | 페터르 판 니우엔하위전         |
| 2007 | 후안 말다세나                  |
| 2007 | 조지프 폴친스키                |
| 2008 | 미첼 파이겐봄                  |
| 2009 | 카를로 베키                    |
| 2009 | 알랭 루에                      |
| 2009 | 레몽 스토라                    |
| 2009 | 이고리 튜틴                    |
| 2010 | 마이클 에이즌먼                |
| 2011 | 헤르베르트 슈폰                |
| 2012 | 조반니 요나라시니오            |
| 2013 | 진보 미치오                    |
| 2013 | 미와 데쓰지                    |
| 2014 | 그레고리 윈스럽 무어           |
| 2015 | 피에르 라몽                    |
| 2016 | 앤드루 스트로민저              |
| 2016 | 캄란 바파                      |
| 2017 | 칼 M. 벤더                     |
| 2018 | 배리 사이먼                    |
| 2019 | 빌 서덜랜드                    |
| 2019 | 프란체스코 칼로제로            |
| 2019 | 미셸 고댕                      |
| 2020 | 스베틀라나 지토미르스카야      |
| 2021 | 조엘 레보위츠                  |
| 2022 | 안티 쿠피아이넨                |
| 2022 | 크시슈토프 가웨즈키            |
| 2023 | 니키타 네크라소프              |
| 2024 | 데이비드 브릿지스              |

## 같이 보기
- 수리물리학
- 미국 물리학회